# 相澤英孝
相澤 英孝（あいざわ ひでたか、1954年4月16日 - 2019年5月10日）は、日本の法学者。専門は知的財産法。一橋大学名誉教授。位階は従四位。
筑波大学助教授、早稲田大学教授、一橋大学教授、ハーバード大学客員教授などを歴任。父は財務事務次官・衆議院議員を務めた相澤英之、継母は司葉子。妻は塩川美佳。義妹（弟の妻）は相田翔子。吉本興業文化人部門所属。

## 経歴
- 1977年 - 東京大学経済学部経済学科卒業
- 1979年 - 東京大学大学院法学研究科修士課程修了
- 1983年 - 東京大学大学院法学政治学研究科博士課程単位取得退学
- 1984年 - 筑波大学国際関係学類専任講師
- 1988年 - 筑波大学国際関係学類助教授
- 1998年 - 早稲田大学大学院アジア太平洋研究センター助教授
- 2000年 - 早稲田大学大学院アジア太平洋研究センター教授
- 2003年 - 2008年 - 東京大学大学院法学政治学研究科特任教授
- 2004年 - 一橋大学大学院国際企業戦略研究科教授、一橋大学法科大学院兼任教授、早稲田大学客員教授
- 2008年 - ハーヴァード・ロー・スクール客員教授
- 2018年 - 一橋大学定年退職、一橋大学名誉教授[1]、武蔵野大学法学部教授

1987年から1988年までワシントン大学客員研究員、工業所有権審議会委員、産業構造審議会臨時委員等も歴任。西村あさひ法律事務所においても執務。
2007年6月から2009年3月まで、日本テレビの朝のワイドショースッキリ!!のコメンテーターとして準レギュラー出演した。2018年11月30日に放送した爆報! THE フライデーで、妻と一緒にVTRで出演した。
2019年5月10日、多臓器不全のため、東京都内の病院で死去。65歳没。死没日をもって従四位叙位、瑞宝小綬章追贈。奇しくも父の英之が同年4月4日に死去しており、後を追うように亡くなった。

## 叙位・叙勲
- 2019年5月10日 - 従四位叙位、瑞宝小綬章追贈。

## 著書

### 単著
- 『国際特許制度の展望』総合研究開発機構〈NIRA経済政策研究シリーズ 14〉、1986年12月。ISBN 9784795520080。
- 『バイオテクノロジーと特許法』弘文堂、1994年2月。ISBN 9784335351310。
- 『電子マネーと特許法』弘文堂、1999年4月。ISBN 9784335352003。
  - 『電子マネーと特許法』（増補版）弘文堂、2000年7月。ISBN 9784335352119。

### 共編著
- 相澤英孝、宇根正志、楠田浩二『暗号と特許』日本銀行金融研究所〈Discussion Paper No.98-J-9〉、1998年6月。
- 本多正樹、亘理光、相澤英孝『国境を越えた電子マネーの流通と特許』日本銀行金融研究所〈Discussion Paper No.99-J-4〉、1999年2月。
- 中山信弘・相澤英孝・大渕哲也編 編『特許判例百選』（第3版）有斐閣〈別冊ジュリスト No.170〉、2004年2月。ISBN 9784641114708。
- 相澤英孝・西村ときわ法律事務所編著 編『知的財産法概説』弘文堂、2005年6月。ISBN 9784335353406。
  - 相澤英孝・西村ときわ法律事務所編著 編『知的財産法概説』（第2版）弘文堂、2006年5月。ISBN 9784335353659。
  - 相澤英孝・西村あさひ法律事務所編著 編『知的財産法概説』（第3版）弘文堂、2008年9月。ISBN 9784335354038。
  - 相澤英孝・西村あさひ法律事務所編著 編『知的財産法概説』（第4版）弘文堂、2010年11月。ISBN 9784335354625。
  - 相澤英孝・西村あさひ法律事務所編著 編『知的財産法概説』（第5版）弘文堂、2013年7月。ISBN 9784335355547。
- 相澤英孝・大渕哲也・小泉直樹・田村善之編集代表 編『知的財産法の理論と現代的課題 中山信弘先生還暦記念論文集』弘文堂、2005年12月。ISBN 9784335353581。

## 家族・親族

### 相澤家
（神奈川県横浜市、東京都）
父は、相澤英之（元衆議院議員、元大蔵事務次官）。実弟に、中島周（キユーピー常務、中島董商店社長）、異母弟に相澤宏光（JR東京総合病院麻酔科副医長、妻は元Winkの相田翔子）がいる。妻は塩川美佳（モデル、元クラリオンガール）で、塩川実喜夫（内閣官房内閣情報調査室審議官、元兵庫県警察本部長、駐チュニジア大使）は義兄。女優の司葉子は継母に当たる。